# Championnat du Sénégal de football de troisième division
Le championnat de division 3 du Sénégal de football a été créé en 1960. En février 2009 elle prend le nom de National 1.

## Organisation
Contrairement à la Ligue 1 et la Ligue 2, le National 1 est organisé par la fédération sénégalaise de football.
Les 24 clubs concernés par le championnat amateur de National 1 de football sont répartis, en tenant compte du critère géographique, en 2 poules de 12 équipes chacune.
Le champion est finaliste promu en Ligue 2. Tandis que les deux derniers de chaque poule seront relégués en National 2 qui est l'équivalent de la 4e division.
Pour la saison, 2024, il y aura six montées en ligue 2, et 12 montée en nationale 1 à la suite de l’augmentation du nombre d’équipes.

## Palmarès compétition

### Clubs de l'édition 2010
Groupe A,B,C,D,E,F
| Club                    | Ville             |
| ----------------------- | ----------------- |
| Olympique de Somone     | Somone            |
| Foyer de Richard-Toll   | Richard-Toll      |
| Stade Thiaroye          | Thiaroye          |
| Gouney Ngaye            | Meckhe            |
| AS Police               | Dakar             |
| Athlétic de Saint-Louis | Saint-Louis       |
| AS Dakar Sacré-Cœur     | Dakar             |
| US Rail                 | Thiès             |
| Xam-Xam R               | Dakar             |
| Génération Foot         | Dakar             |
| Mbaxaan                 | Thiès             |
| AS Cambérène            | Cambérène (Dakar) |
| US Tivaouane            | Tivaouane         |
| CNEPS ExcellenceR       | Thiès             |
| Jamono Fatick           | Fatick            |
| Kaolack FC              | Kaolack           |
| Birkilane               | Birkelane         |
| Avenir de Kolda         | kolda             |
| Avenir de Mbacké        | Mbacké            |
| Diamono Diourbel        | Diourbel          |
| Mama Guedj de Jaol      | Joal              |
| ASC Diamono             | Louga             |
| Saint Louis FC          | Saint-Louis       |
| Bargueth FC             | Kébémer           |
| UCAS                    | Sédhiou           |
| Santhiaba Zinguinchor   | Ziguinchor        |
| FC Médiour              | Rufisque          |
| ASC Khombole            | Khombole          |
| Sporting Rufisque       | Rufisque          |
| Don Bosco FC            | Tambacounda       |
| US Guinguinéo           | Guinguinéo        |
| ASC Gadiaga             | Kaffrine Gadiaga  |
| Coton Sport             | Tambacounda       |
| Keur Madior FC          | Mbour             |

Tournois de la monté
| Rang | Équipe        | Pts | J | G | N | P | Bp | Bc | Diff |
| ---- | ------------- | --- | - | - | - | - | -- | -- | ---- |
| 1    | Bargueth FC   | 4   | 2 | 1 | 1 | 0 | 3  | 0  | +3   |
| 2    | FC Médiour    | 2   | 2 | 0 | 2 | 0 | 1  | 1  | 0    |
| 3    | US Guinguinéo | 1   | 2 | 0 | 1 | 1 | 1  | 3  | -2   |

| Rang | Équipe                | Pts | J | G | N | P | Bp | Bc | Diff |
| ---- | --------------------- | --- | - | - | - | - | -- | -- | ---- |
| 1    | Génération Foot       | 6   | 2 | 2 | 0 | 0 | 7  | 4  | +3   |
| 2    | Dakar Sacré-Cœur      | 0   | 1 | 0 | 0 | 1 | 3  | 4  | -1   |
| 2    | Santhiaba Zinguinchor | 0   | 1 | 0 | 0 | 1 | 1  | 3  | -2   |
| 3    | US Tivaouane          | 0   | 0 | 0 | 0 | 0 | 0  | 0  | 0    |

| Équipe 1        | Résultat | Équipe 2    |
| --------------- | -------- | ----------- |
| Génération Foot | 2-0      | Bargueth FC |

### Clubs de l'édition 2010-2011
Groupe A,B,C,D
| Club                  | Ville             |
| --------------------- | ----------------- |
| Stade Thiaroye        | Thiaroye          |
| Xam-Xam               | Dakar             |
| Avenir de Kolda       | kolda             |
| AS Dakar Sacré-Cœur P | Dakar             |
| AS Cambérène          | Cambérène (Dakar) |
| FC Médiour            | Rufisque          |
| UCAS                  | Sédhiou           |
| US Tivaouane          | Tivaouane         |
| Santhiaba Zinguinchor | Ziguinchor        |
| Racing Club Dakar P   | Dakar             |
| US Guinguinéo         | Guinguinéo        |
| Diokoul FC R          | Rufisque          |
| ASFA R                | Dakar             |
| CNEPS Excellence      | Thiès             |
| Jamono Fatick         | Fatick            |
| Olympique de Somone   | Somone            |
| US Rail               | Thiès             |
| Mbaxaan               | Thiès             |
| Keur Madior FC        | Mbour             |

Tournois de la monté
| Rang | Équipe               | Pts | J | G | N | P | Bp | Bc | Diff |
| ---- | -------------------- | --- | - | - | - | - | -- | -- | ---- |
| 1    | AS Dakar Sacré-Cœur  | 0   | 0 | 0 | 0 | 0 | 0  | 0  | 0    |
| 2    | Santhiaba Ziguinchor | 0   | 0 | 0 | 0 | 0 | 0  | 0  | 0    |
| 3    | Racing Club Dakar    | 0   | 0 | 0 | 0 | 0 | 0  | 0  | 0    |
| 4    | US Guinguinéo        | 0   | 0 | 0 | 0 | 0 | 0  | 0  | 0    |

### Clubs de l'édition 2011-2012
Groupe A,B,C,D,E
| Club                    | Ville             |
| ----------------------- | ----------------- |
| UCAS                    | Sédhiou           |
| US Rail                 | Thiès             |
| Étoile Lusitana R       | Dakar             |
| Keur Madior FC          | Mbour             |
| Olympique de Ziguinchor | Ziguinchor        |
| Us Guinguinéo           | Guinguinéo        |
| Génération Foot R       | Dakar             |
| CNEPS Excellence        | Thiès             |
| Olympique Somone        | Somone            |
| Teungeuth FC            | Rufisque          |
| Santhiaba Ziguinchor    | Ziguinchor        |
| Espoir de Bignona       | Bignona           |
| Racing Club Dakar       | Dakar             |
| Saint Louis FC          | Saint-Louis       |
| Jamono Fatick           | Fatick            |
| AS Cambérène            | Cambérène (Dakar) |
| AS Ndar Guedj           | Saint-Louis       |
| Avenir Kolda            | Kolda             |
| AS Dagana               | Dagana            |

Tournois de la monté
| Rang | Équipe            | Pts | J | G | N | P | Bp | Bc | Diff |
| ---- | ----------------- | --- | - | - | - | - | -- | -- | ---- |
| 1    | CNEPS Excellence  | 9   | 0 | 0 | 0 | 0 | 0  | 0  | 0    |
| 2    | Teungeuth FC      | 6   | 0 | 0 | 0 | 0 | 0  | 0  | 0    |
| 3    | Keur Madior FC    | 0   | 0 | 0 | 0 | 0 | 0  | 0  | 0    |
| 4    | Espoir de Bignona | 3   | 0 | 0 | 0 | 0 | 0  | 0  | 0    |
| 5    | AS Dagana         | 2   | 0 | 0 | 0 | 0 | 0  | 0  | 0    |

### Clubs de l'édition 2013
Groupe A,B,C,D
| Club                 | Ville             |
| -------------------- | ----------------- |
| AS Cambérène         | Cambérène (Dakar) |
| Étoile Lusitana      | Dakar             |
| Génération Foot      | Dakar             |
| Thiès FC R           | Thiès             |
| Us Guinguinéo        | Guinguinéo        |
| Kawral Vélingara     | Vélingara         |
| US Rail              | Thiès             |
| AS Ndar Guedj        | Saint-Louis       |
| Racing Club Dakar    | Dakar             |
| UCAS                 | Sédhiou           |
| Keur Madior FC       | Thiès             |
| Santhiaba Ziguinchor | Ziguinchor        |
| AS Kaffrine R        | Kaffrine          |
| Wally Daan FC P      | Thiès             |
| Keur Madior FC       | Mbour             |
| AS Dagana            | Dagana            |
| Espoir de Bignona    | Bignona           |
| ASFA P               | Dakar             |

Tournois de la monté
| Rang | Équipe           | Pts | J | G | N | P | Bp | Bc | Diff |
| ---- | ---------------- | --- | - | - | - | - | -- | -- | ---- |
| 1    | Kawral Vélingara | 10  | 4 | 3 | 1 | 0 | 6  | 1  | +5   |
| 2    | AS Ndar Guedj    | 1   | 2 | 0 | 1 | 1 | 1  | 2  | -1   |
| 3    | Keur Madior FC   | 0   | 0 | 0 | 0 | 0 | 0  | 0  | 0    |
| 4    | Racing de Dakar  | 0   | 2 | 0 | 0 | 2 | 0  | 3  | -3   |

### Clubs de l'édition 2013-2014
Groupes A,B,C,D,
| Club                     | Ville             |
| ------------------------ | ----------------- |
| ASC Yakaar R             | Rufisque          |
| US Rail                  | Thiès             |
| Sahel Atlantic Football  | Dakar             |
| Étoile Lusitana          | Dakar             |
| Stade Thiaroye P         | Thiaroye          |
| Génération foot          | Dakar             |
| AS Dagana                | Dagana            |
| Thiès FC                 | Thiès             |
| Darou Salam Sébikotane P | Sébikotane        |
| UCAS                     | Sédhiou           |
| Us Guinguinéo            | Guinguinéo        |
| AS Cambérène             | Cambérène (Dakar) |
| ASC HLM R                | Dakar             |
| Es Grand-Yoff            | Dakar             |
| Santhiaba Zinguinchor R  | Ziguinchor        |
| ASC Jeanne d'Arc R       | Dakar             |
| Wally Daan FC            | Thiès             |
| AS Kaffrine              | Kaffrine          |
| ASFA                     | Dakar             |
| Cayor Foot P             | Tivaouane         |
| Kaolack FC               | Kaolack           |
| Sofa FC                  | Dakar             |
| Keur Madior FC           | Mbour             |
| Olympique de Ziguinchor  | Ziguinchor        |
| EJ Fatick P              | Fatick            |
| Santhiaba Zinguinchor    | Ziguinchor        |
| Racing Club Dakar        | Dakar             |
| Bambouck Koungheul P     | Koungheul         |
| Jamono Fatick            | Fatick            |

Tournois de la monté
| Rang | Équipe           | Pts | J | G | N | P | Bp | Bc | Diff |
| ---- | ---------------- | --- | - | - | - | - | -- | -- | ---- |
| 1    | Cayor Foot       | 0   | 0 | 0 | 0 | 0 | 0  | 0  | 0    |
| 2    | ASFA             | 0   | 0 | 0 | 0 | 0 | 0  | 0  | 0    |
| 3    | Kaolack FC       | 0   | 0 | 0 | 0 | 0 | 0  | 0  | 0    |
| 4    | ASC Jeanne d'Arc | 0   | 0 | 0 | 0 | 0 | 0  | 0  | 0    |

### Clubs de l'édition 2014-2015
Groupes A,B,C,D,
| Club                    | Ville             |
| ----------------------- | ----------------- |
| Es Grand-Yoff           | Dakar             |
| Sofa FC                 | Dakar             |
| US Rail                 | Thiès             |
| Avenir de Mbacké        | Mbacké            |
| Keur Madior FC          | Mbour             |
| Olympique de Ziguinchor | Ziguinchor        |
| Darou Salam Sébikotane  | Sébikotane        |
| Thiès FC                | Thiès             |
| ASC Yakaar              | Rufisque          |
| Africa Promo Foot P     | Thiès             |
| Génération Foot         | Dakar             |
| USPA P                  | Dakar             |
| AD de Thionck-Essyl P   | Thionck Essyl     |
| Ej Fatick               | Fatick            |
| Kaolack FC              | Kaolack           |
| US Guinguinéo           | Guinguinéo        |
| CNEPS Excellence R      | Thiès             |
| Étoile Lusitana         | Dakar             |
| Kawral Vélingara R      | Vélingara         |
| ASSUR R                 | Richard-Toll      |
| Teungeuth FC R          | Rufisque          |
| Santhiaba Ziguinchor    | Ziguinchor        |
| ASC Jeanne d'Arc        | Dakar             |
| AS Cambérène            | Cambérène (Dakar) |
| ASC HLM                 | Dakar             |
| Racing Club Dakar       | Dakar             |
| Wally Daan FC           | Thiès             |
| AS Kaffrine             | Kaffrine          |
| Bambouck Koungheul      | Koungheul         |
| Jamono Fatick           | Fatick            |

Tournois de la monté
| Rang | Équipe          | Pts | J | G | N | P | Bp | Bc | Diff |
| ---- | --------------- | --- | - | - | - | - | -- | -- | ---- |
| 1    | Génération Foot | 6   | 2 | 2 | 0 | 0 | 8  | 1  | +7   |
| 2    | Teungeuth FC    | 3   | 2 | 1 | 0 | 1 | 1  | 6  | -5   |
| 3    | EJ Fatick       | 0   | 2 | 0 | 0 | 2 | 1  | 3  | -2   |

### Clubs de l'édition 2015-2016
Poule A (Axe Sud)
| Club                      | Ville             |
| ------------------------- | ----------------- |
| Sofa FC                   | Dakar             |
| Bambouck Koungheul        | Koungheul         |
| AD de Thionck-Essyl       | Thionck Essyl     |
| Africa Promo Foot         | Thiès             |
| Keur Madior FC            | Thiès             |
| Olympique de Ziguinchor P | Ziguinchor        |
| Darou Salam Sébikotane    | Sébikotane        |
| Avenir de Mbacké          | Mbacké            |
| AS Cambérène              | Cambérène (Dakar) |
| Thiès FC                  | Thiès             |
| ASC Saloum R              | Kaolack           |
| Santhiaba Zinguinchor     | Ziguinchor        |
| Kawral Vélingara          | Vélingara         |
| Kaolack FC                | Kaolack           |

Poule B (Axe Nord)
| Club                        | Ville           |
| --------------------------- | --------------- |
| Jamono Fatick               | Fatick          |
| Université Gastion Berger P | Saint-Louis     |
| US Rail                     | Thiès           |
| AS Kaffrine                 | Kaffrine        |
| Étoile Lusitana             | Dakar           |
| Saint-Louis FC              | UGB Saint-Louis |
| CNEPS Excellence            | Thiès           |
| ASSUR                       | Richard-Toll    |
| Amitié FC                   | Thiès           |
| AJEL de Rufisque P          | Rufisque        |
| EJ Fatick                   | Fatick          |
| Wally Daan FC               | Thiès           |
| RS Yoff R                   | Yoff (Dakar)    |
| Racing Club Dakar           | Dakar           |

Tournois de la monté
| Rang | Équipe            | Pts | J | G | N | P | Bp | Bc | Diff |
| ---- | ----------------- | --- | - | - | - | - | -- | -- | ---- |
| 1    | Jamono Fatick     | 11  | 0 | 0 | 0 | 0 | 0  | 0  | 0    |
| 2    | Africa Promo Foot | 7   | 0 | 0 | 0 | 0 | 0  | 0  | 0    |
| 3    | UGB Saint-Louis   | 5   | 0 | 0 | 0 | 0 | 0  | 0  | 0    |
| 4    | ASC Saloum        | 4   | 0 | 0 | 0 | 0 | 0  | 0  | 0    |

### Clubs de l'édition 2016-2017
Poule A (Axe Sud)
| Club                    | Ville             |
| ----------------------- | ----------------- |
| Racing Club Dakar       | Dakar             |
| EJ Fatick               | Fatick            |
| AS Kolda                | Kolda             |
| Olympique de Ziguinchor | Ziguinchor        |
| CNEPS Excellence        | Thiès             |
| Étoile Lusitana         | Dakar             |
| AS Cambérène            | Cambérène (Dakar) |
| Thiès FC                | Thiès             |
| ASC Saloum              | Kaolack           |
| Santhiaba Zinguinchor   | Ziguinchor        |
| Kawral Vélingara        | Vélingara         |
| Kaolack FC              | Kaolack           |

Poule B (Axe Nord)
| Club                   | Ville        |
| ---------------------- | ------------ |
| ASFA R                 | Dakar        |
| UGB Saint-Louis        | Saint-Louis  |
| US Rail                | Thiès        |
| Sofa FC                | Dakar        |
| Keur Madior FC         | Thiès        |
| Darou Salam Sébikotane | Sébikotane   |
| USPA P                 | Dakar        |
| AJEL de Rufisque       | Rufisque     |
| ASC Dahra R            | Dahra        |
| Wally Daan FC          | Thiès        |
| RS Yoff                | Yoff (Dakar) |
| ASC HLM P              | Dakar        |

Finale de National 1
| Équipe 1       | Résultat        | Équipe 2  |
| -------------- | --------------- | --------- |
| Keur Madior FC | 1-1 (5-4) T.a.b | EJ Fatick |

### Clubs de l'édition 2017-2018
Poule A (Axe Sud)
| Club                      | Ville             |
| ------------------------- | ----------------- |
| ASC HLM                   | Dakar             |
| AS Kolda                  | Kolda             |
| Olympique de Ziguinchor P | Ziguinchor        |
| Darou Salam Sébikotane    | Sébikotane        |
| Avenir de Mbacké P        | Mbacké            |
| AS Cambérène              | Cambérène (Dakar) |
| Thiès FC                  | Thiès             |
| ASC Saloum                | Kaolack           |
| CNEPS Excellence          | Thiès             |
| Kawral Vélingara          | Vélingara         |
| Santhiaba Ziguinchor      | Ziguinchor        |
| Kaolack FC                | Kaolack           |

Poule B (Axe Nord)
| Club               | Ville        |
| ------------------ | ------------ |
| UGB Saint-Louis    | Saint-Louis  |
| US Rail            | Thiès        |
| Étoile Lusitana    | Dakar        |
| ASC Dahra          | Dahra        |
| ASFA               | Dakar        |
| Bargueth FC R      | Kébémer      |
| ASC Jeanne d'Arc P | Dakar        |
| Amitié FC P        | Thiès        |
| AJEL de Rufisque   | Rufisque     |
| Wally Daan FC      | Thiès        |
| RS Yoff            | Yoff (Dakar) |
| Racing Club Dakar  | Dakar        |

Final de National 1
| Équipe 1         | Résultat | Équipe 2  |
| ---------------- | -------- | --------- |
| CNEPS Excellence | 2 - 0    | Amitié FC |

### Clubs de l'édition 2018-2019
Poule A
| Club                    | Ville        |
| ----------------------- | ------------ |
| US Rail                 | Thiès        |
| Demba Diop P            | Mbour        |
| ASC Saloum              | Kaolack      |
| Santhiaba de Ziguinchor | Ziguinchor   |
| Olympique de Ziguinchor | Ziguinchor   |
| Cayor Foot R            | Tivaouane    |
| AS Cambérène            | Cambérène    |
| Olympique de Ngor R     | Ngor         |
| TP Diamono P            | Kaolack      |
| ASC HLM                 | Dakar        |
| Étoile Lusitana         | Dakar        |
| RS Yoff                 | Yoff (Dakar) |

Poule B
| Club                      | Ville        |
| ------------------------- | ------------ |
| Bargueth FC               | kebemer      |
| UGB Saint-Louis           | Saint-Louis  |
| AS Ndar Guedj R           | Saint-Louis  |
| Darou Salam de Sébikotane | Sébikotane   |
| ASSUR P                   | Richard-Toll |
| ASC Jeanne d'Arc          | Dakar        |
| AJEL de Rufisque          | Rufisque     |
| Thiès FC                  | Thiès        |
| Wally Daan FC             | Thiès        |
| AS Kaffrine P             | Kaffrine     |
| Avenir de Mbacké          | Mbacké       |
| Racing Club Dakar         | Dakar        |

Final de National 1
| Équipe 1 | Résultat        | Équipe 2      |
| -------- | --------------- | ------------- |
| Thiès FC | 0-0 (4-2) T.a.b | Demba Diop FC |

### Clubs de l'édition 2019-2020
,
| Club             | Ville |
| ---------------- | ----- |
| ETICS de Mboro R | Mboro |
| ASC Yeggo R      | Dakar |

### Clubs de l'édition 2021
Poule A
| Club                    | Ville        |
| ----------------------- | ------------ |
| Wally Daan FC           | Thiès        |
| ASC Yeggo               | Dakar        |
| Pepinerie Sud P         | Kolda        |
| ASC Saloum              | Kaolack      |
| AS Kaffrine             | Kaffrine     |
| Olympique de Ziguinchor | Ziguinchor   |
| Cayor Foot              | Cayor        |
| AS Cambérène            | Cambérène    |
| Olympique de Ngor       | Ngor         |
| Gazelles de Kédougou P  | Kédougou     |
| Étoile Lusitana         | Dakar        |
| RS Yoff                 | Yoff (Dakar) |

Poule B
| Club                   | Ville        |
| ---------------------- | ------------ |
| Oslo FA P              | Dakar        |
| UGB Saint-Louis        | Saint-Louis  |
| US Rail                | Thiès        |
| Stade de Thiaroye P    | Thiaroye     |
| ASSUR                  | Richard-Toll |
| ASC Jeanne d'Arc       | Dakar        |
| ETICS de Mboro         | Mboro        |
| AJEL de Rufisque       | Rufisque     |
| Darou Salam Sébikotane | Dakar        |
| TP Diamono             | Kaolack      |
| Avenir de Mbacké       | Mbacké       |
| Racing Club Dakar      | Dakar        |

Final de National 1
| Équipe 1 | Résultat | Équipe 2      |
| -------- | -------- | ------------- |
| Oslo FA  | 1 - 0    | Wally Daan FC |

### Clubs de l'édition 2021-2022
Poule A
| Club                 | Ville        |
| -------------------- | ------------ |
| AJEL de Rufisque     | Dakar        |
| ASC Yeggo            | Dakar        |
| Africa Promo Foot R  | Thiès        |
| ASSUR                | Richard-Toll |
| ASC Saloum           | Kaolack      |
| Avenir Mbacké        | Mbacké       |
| ETICS de Mboro       | Mboro        |
| ASC Jeanne d'Arc     | Dakar        |
| AS Kaffrine          | Kaffrine     |
| Stade Thiaroye       | Thiaroye     |
| Olympique de Ngor    | Ngor         |
| Gazelles de Kédougou | Kédougou     |

Poule B
| Club                    | Ville        |
| ----------------------- | ------------ |
| ASC HLM P               | Dakar        |
| UGB Saint-Louis         | Saint-Louis  |
| US Rail                 | Thiès        |
| Don Bosco FC P          | Tambacounda  |
| Olympique de Ziguinchor | Ziguinchor   |
| Cayor Foot              | Cayor        |
| AS Kolda P              | Kolda        |
| EJ Fatick R             | Fatick       |
| RS Yoff                 | Yoff (Dakar) |
| Darou Salam Sébikotane  | Dakar        |
| Étoile Lusitana         | Dakar        |
| ASCASE P                | Louga        |

Final de National 1
| Équipe 1 | Résultat | Équipe 2         |
| -------- | -------- | ---------------- |
| ASC HLM  | 1 - 0    | AJEL de Rufisque |

### Clubs de l'édition 2022-2023
Groupe A
| Club                     | Ville       |
| ------------------------ | ----------- |
| ASC Niary Tally R        | Dakar       |
| ASC Yeggo                | Dakar       |
| FC Touglou Diass P       | Diass       |
| AS Kolda                 | Kolda       |
| Avenir Dakar P           | Dakar       |
| Olympique de Ziguinchor  | Ziguinchor  |
| Cayor Foot               | Cayor       |
| ASC Renaissance R        | Dakar       |
| ASC Jeanne d'Arc         | Dakar       |
| Gazelles FC de Bignona P | Bignona     |
| Gazelles de Kédougou     | Kédougou    |
| Don Bosco FC             | Tambacounda |

Groupe B
| Club              | Ville        |
| ----------------- | ------------ |
| RS Yoff           | Yoff         |
| Étoile Lusitana   | Dakar        |
| ASSUR             | Richard-Toll |
| ASC Saloum        | Kaolack      |
| Modèle de Mbao P  | Mbao         |
| AS Kaffrine       | Kaffrine     |
| EJ Fatick         | Fatick       |
| US Rail           | Thiès        |
| Africa Promo Foot | Thiès        |
| Stade de Thiaroye | Thiaroye     |
| ETICS de Mboro    | Mboro        |
| UGB Saint-Louis   | Saint-louis  |

Final de National 1
| Équipe 1        | Résultat | Équipe 2 |
| --------------- | -------- | -------- |
| ASC Niary Tally | 2 - 1    | RS Yoff  |

### Clubs de l'édition 2023-2024
Groupe A
| Club                 | Ville             |
| -------------------- | ----------------- |
| Mbour PC R           | Mbour             |
| AS Kolda             | Kolda             |
| Olympique de Zig     | Ziguinchor        |
| Cayor Foot           | Cayor             |
| ASUC de Ziguinchor P | Ziguinchor        |
| AS Cambérène P       | Cambérène (Dakar) |
| Gazelles FC Bignona  | Bignona           |
| Gazelle Kédougou     | Kédougou          |
| AS Kaffrine          | Kaffrine          |
| EJ Fatick            | Fatick            |
| Don Bosco FC         | Tambacounda       |
| Modèle de Mbao       | Mbao              |

Groupe B
| Club              | Ville        |
| ----------------- | ------------ |
| USCT Port R       | Dakar        |
| ASC Yeggo         | Dakar        |
| Étoile Lusitana   | Dakar        |
| Avenir Dakar      | Dakar        |
| ASC Jeanne d'Arc  | Dakar        |
| ASSUR             | Richard-Toll |
| ASC Saloum        | Kaolack      |
| US Rail           | Thiès        |
| Africa Promo Foot | Thiès        |
| Africa Foot P     | Dakar        |
| AS Bambey P       | Bambey       |
| UGB Saint-Louis   | Saint-louis  |

Final de National 1
| Équipe 1   | Résultat          | Équipe 2    |
| ---------- | ----------------- | ----------- |
| ASC Saloum | 1 - 1 (7-6) T.a.b | AS Kaffrine |

### Clubs de l'édition 2024-2025
Groupe A
| Club                 | Ville       |
| -------------------- | ----------- |
| Demba Diop FC R      | Mbour       |
| AS Kolda             | Kolda       |
| Ajamaat FC P         | Ziguinchor  |
| Cayor Foot           | Thiès       |
| ASUC de Ziguinchor   | Ziguinchor  |
| Pépinière du Sud P   | Kolda       |
| Coton Sport P        | Tambacounda |
| Gazelles de Kédougou | Kédougou    |
| Don Bosco FC         | Tambacounda |
| Modèle de Mbao       | Mbao        |
| ASC les Damels P     | Tivaouane   |
| US Rail              | Thiès       |
| Toglou Diass P       | Diass       |
| Guelwaars Fatick P   | Fatick      |

Groupe B
| Club               | Ville       |
| ------------------ | ----------- |
| ASFA P             | Dakar       |
| AF Darou SalamP    | Dakar       |
| Keur Madior FC R   | Mbour       |
| Builders FC P      | Dakar       |
| ASC Yeggo          | Dakar       |
| Haayo des Agnam P  | Agnam       |
| Avenir Dakar       | Dakar       |
| ASC Jeanne d'Arc   | Dakar       |
| USCT Port Autonome | Dakar       |
| Jolof OC P         | Dahra       |
| ASC Deukeundo P    | Louga       |
| Mbour PC           | Mbour       |
| UGB de Saint-Louis | Saint-louis |
| Africa Foot        | Dakar       |

Final de National 1
| Équipe 1         | Résultat | Équipe 2           |
| ---------------- | -------- | ------------------ |
| Guelwaars Fatick | 1 - 0    | USCT Port Autonome |

### Clubs de l'édition 2025-2026
Groupe A
| Club                  | Ville       |
| --------------------- | ----------- |
| Demba Diop FC         | Mbour       |
| AS Kolda              | Kolda       |
| Ajamaat FC            | Ziguinchor  |
| Cayor Foot            | Thiès       |
| ASUC de Ziguinchor    | Ziguinchor  |
| ASC Dahra P           | Dahra       |
| Coton Sport           | Tambacounda |
| Gazelles de Kédougou  | Kédougou    |
| Don Bosco FC          | Tambacounda |
| Modèle de Mbao        | Mbao        |
| ASC les Damels        | Tivaouane   |
| US Rail               | Thiès       |
| FC Mansacounda P      | Djibanar    |
| CNEPS Excellence FC R | Thiès       |

Groupe B
| Club               | Ville       |
| ------------------ | ----------- |
| ASFA               | Dakar       |
| Dakar FC P         | Dakar       |
| Keur Madior FC     | Mbour       |
| Builders FC        | Dakar       |
| ASC Yeggo          | Dakar       |
| Haayo des Agnam    | Agnam       |
| Avenir Dakar       | Dakar       |
| RS Yoff R          | Dakar       |
| ASC Jeanne d'Arc   | Dakar       |
| Jolof OC           | Dahra       |
| EJ Fatick P        | Fatick      |
| Mbour PC           | Mbour       |
| UGB de Saint-Louis | Saint-louis |
| Africa Foot        | Dakar       |

Final de National 1
| Équipe 1 | Résultat | Équipe 2 |
| -------- | -------- | -------- |
|          |          |          |